# Bernard W. Schmitt
Bernard William Schmitt (* 17. August 1928 in Wheeling, West Virginia; † 16. August 2011 ebenda) war ein US-amerikanischer Geistlicher und römisch-katholischer Bischof von Wheeling-Charleston.

## Leben
Bernard William Schmitt, viertes von sieben Kindern aus einer Familie mit deutschen Vorfahren, besuchte nach der Corpus Christi School und der Wheeling and Central Catholic High School in Wheeling das St. Charles College in Catonsville (Maryland) und das Sankt-Maria-Priesterseminar in Baltimore. Schmitt empfing am 28. Mai 1955 in der Sankt-Josephs-Kathedrale in Wheeling die Priesterweihe durch Bischof Thomas J. McDonnell für das Bistum Wheeling. Später absolvierte er ein postgraduales Studium in “guidance and counseling” an der Ohio University.
Nach Tätigkeit als stellvertretender Pfarrer an der Sankt-Josephs-Kathedrale und Assistent von Erzbischof John Joseph Swint wurde er 1963 Direktor für die Neuberufungen für das Priesteramt, später Direktor für die Verbreitung des Glaubens und Direktor der Confraternity of Christian Doctrine (CCD). 1966 wurde Schmitt Rektor des Sankt-Josephs-Vorbereitungsseminars in Parkersburg, anschließend Pfarrer der Franz-von-Assisi-Pfarrgemeinde in St. Albans. 1982 wechselte er an die Pfarre Sankt-Michael in Wheeling.
Papst Johannes Paul II. ernannte ihn am 27. Mai 1988 zum Titularbischof von Walla Walla und zum Weihbischof im Bistum Wheeling-Charleston. Der Erzbischof von New Orleans Francis Schulte spendete ihn am 1. August 1988 die Bischofsweihe; Mitkonsekratoren waren William Donald Borders, Erzbischof von Baltimore, und Donald Wuerl, Bischof von Pittsburgh. Am 29. März 1989 wurde er zum Bischof von Wheeling-Charleston ernannt. Schmitt war in der Bischofskonferenz der Vereinigten Staaten in den Kommissionen für Leben und Dienst der Priester, für Ehe und Familie sowie der Initiative für das menschliche Leben engagiert.
Am 9. Dezember 2004 nahm Papst Johannes Paul II. sein altersbedingtes Rücktrittsgesuch an.
Er wurde 2011 in die Wheeling Hall of Fame aufgenommen und mit dem Wheeling YMCA's "Light of the Valley" geehrt.

## Schriften
- The sacraments. A collection of pastoral letters. Diocese of Wheeling-Charleston 2004 (101 Seiten).